# Motukaramea Island
Motukaramea Island, auch Kaikai Island genannt, ist eine kleine Insel im Hauraki Gulf, im Norden der Nordinsel von Neuseeland.

## Geographie
Motukaramea Island befindet sich an der Westküste der Coromandel Peninsula, rund 8,2 km westnordwestlich von Coromandel. Zum Festland trennt die Insel rund 3,7 km in Ostnordost-Richtung, wovon ein Teil zum Hautapu Channel gehört. Die Insel besitzt eine Länge von rund 145 m in Südwest-Nordost-Richtung und eine maximale Breite von rund 90 m in Nordwest-Südost-Richtung. Sie kommt dabei auf eine Gesamtfläche von 0,9 Hektar und misst etwas über 20 m Höhe.
Motukaramea Island liegt im nördlichen Windschatten von Motuoruhi Island, die lediglich 485 m entfernt liegt. Westlich der Insel befindet sich noch die ähnlich große Insel Motuokino Island in einer Entfernung von gut einem Kilometer und rund 1,3 km in ostnordöstlicher Richtung ist die kleine schmale Insel Motumorirau Island (Pauls Island) zu finden. Rund 1,27 km in Richtung Ostsüdost befindet sich dann noch Motukopake Island und im Südosten nach rund 1,15 km Waimate Island.